# Duo Vela
duo Vela ist ein spanisches Pianistenduo bestehend aus den Schwestern Eulàlia (* 11. November 1970 in Barcelona) und Ester Vela López (* 15. Januar 1972 in Barcelona). Sie traten erstmals 1993 als Duett in verschiedenen Städten Spaniens, in Belgien, Österreich und auf den Philippinen auf.

## Ausbildung
Die Schwestern studierten Klavier bei M. J. Crespo, Kammermusik bei L. Maffiotte und Noten bei X. Boliart und C. Guinovart auf dem städtischen Konservatorium ihrer Heimatstadt. Sie hatten ferner Klavierunterricht bei den Meisterpianisten T. Bikis, J. Chapuis, P. Eicher, A. Besses, F. Gevers, R. M. Kucharski, B. Meyer, Y. Mitsui, S. Möller, L. de Moura, K. Ogawa, S. Puche und A. Delle Vigne. Sie erhielten Stipendien vom spanischen Kultur- und Außenministerium, vom luxemburgischen Kulturministerium, wo sie an einem internationalen Kursus zur musikalischen Perfektionierung teilnahmen (1997), der AIE zur Teilnahme an einem intern. Klavier-Kursus in Loosdorf-Wien (1998) und zur Realisierung von Perfektionsstudien der Kammermusik mit Àngel Soler (1999 und 2000).

## Arbeit
Eulàlia und Ester Vela López beschäftigen sich mit zeitgenössischer Musik und arbeiten dabei eng mit verschiedenen Komponisten zusammen. Dadurch wurden verschiedene Werke von ihnen uraufgeführt. Zusammen mit dem verstorbenen Mezzosopran Anna Ricci traten sie 1993 in der Stiftung Miró in Barcelona und 1996 in der Stiftung Miró von Palma de Mallorca auf. Seit 1993 arbeiten sie mit den „Juventudes Musicales de Barcelona“ zusammen.

## Auszeichnungen
- Prämie der Stadt Berga anlässlich des 27. Wettbewerbs junger Klavierspieler von Katalonien
- ACD von Barcelona
- 10. Wettbewerb der Regierung v. Katalonien
- 2. Wettbewerb von Castellterçol
- 4. Wettbewerb von L'ARJAU von Barcelona

## Diskografie
- Tänze für Klavier in 4 Händen, Ars Harmònica 191, 2008
- Katalanische Musik des 21. Jahrhunderts, Ars Harmònica 135, 2004
- J. M. Mestres Quadreny, Ars Harmònica 038
- Aufnahmen für Radio Nacional de España, BTV (Barcelona-TV), Canal 33 und die katalanischen Sender COM-Radio und Catalunya Música